# Port lotniczy Pointe-à-Pitre
Port lotniczy Pointe-à-Pitre – międzynarodowy port lotniczy położony 5 km na północ od Pointe-à-Pitre na Gwadelupie.

## Linie lotnicze i połączenia
| Linia lotnicza             | Kierunek |
| -------------------------- | --- |
| Air Antilles Express       | 1. Barbados 2. Dominika-Douglas–Charles 3. Martynika 4. Saint-Barthélemy 5. Sint Maarten 6. Saint-Martin 7. San Juan 8. Santo Domingo |
| Air Canada                 | 1. Montreal-Trudeau |
| Air Caraïbes               | 1. Martynika 2. Paryż-Orly 3. Saint-Martin 4. Santo Domingo                                                                           |
| Air France                 | 1. Kajenna 2. Martynika 3. Miami 4. Paryż-Orly 5. Port-au-Prince Sezonowo: 1. Montreal-Trudeau Sezonowe czartery: 1. Hawana           |
| Air Transat                | Sezonowo: 1. Montreal-Trudeau |
| American Eagle             | 1. Miami |
| Condor                     | Sezonowe czartery: 1. Frankfurt |
| Corsairfly                 | 1. Paryż-Orly Sezonowo: 1. Bordeaux 2. Lyon                                                                                           |
| JetBlue                    | 1. Nowy Jork-JFK |
| Neos                       | Sezonowe czartery: 1. Mediolan-Malpensa                                                                                               |
| Sky High Aviation Services | 1. Santo Domingo |
| Sunrise Airways            | 1. Port-au-Prince |
| Windward Islands Airways   | 1. Dominika-Douglas–Charles |